# Juniperus procera
Juniperus procera е вид растение от семейство Кипарисови (Cupressaceae). Видът е почти застрашен от изчезване.

## Разпространение
Разпространен е в Демократична република Конго, Джибути, Еритрея, Етиопия, Кения, Малави, Саудитска Арабия, Сомалия, Судан, Танзания, Уганда, Йемен и Зимбабве.